# Maria Blettner
Maria Blettner (* 15. November 1952 in Oberwesel) ist eine deutsche emeritierte Medizinstatistikerin.

## Leben
Von 1972 bis 1978 studierte Blettner an der Universität Dortmund Statistik mit den Nebenfächern Wirtschafts- und Sozialwissenschaften. Nach ihrem Diplom-Abschluss arbeitete sie zunächst als Wissenschaftliche Assistentin in der Abteilung Statistik der Universität Dortmund und später bei der International Agency for Research on Cancer (IARC) in Lyon. Von 1985 bis 1988 arbeitete Blettner am National Cancer Institute in Bethesda, USA, als Expertin für Strahlungs-Epidemiologie. 1987 wurde sie an der Universität Dortmund in Statistik promoviert.
Anschließend unterrichtete sie an der Universität Liverpool Medizinische Statistik. Ab 1989 arbeitete Blettner als Statistikerin und Epidemiologin in der Abteilung für Epidemiologie des Deutschen Krebsforschungszentrums in Heidelberg.
1994 habilitierte sie sich an der Medizinischen Fakultät der Universität Heidelberg. 1997 folgte ein weiterer Forschungsaufenthalt bei der IARC in Lyon, bis sie 1999 dem Ruf auf die C4-Professur für Epidemiologie und Medizinische Statistik an der Fakultät für Gesundheitswissenschaften der Universität Bielefeld folgte.
Von 2003 bis 2018 war Blettner Direktorin des Instituts für Medizinische Biometrie, Epidemiologie und Informatik (IMBEI) an der Johannes Gutenberg-Universität Mainz.
Maria Blettner war von Juni 1999 bis Mai 2001 Vorsitzende der deutschen Strahlenschutzkommission. Nachdem der damalige Bundesumweltminister Jürgen Trittin Personen, die nach Meinung vieler Mitglieder der Kommission unqualifiziert waren, in Kommissionsausschüsse berufen hatte, trat sie als Kritik darauf zurück. Im Jahr 2015 wurde sie zusammen mit dem früheren Vorsitzenden der Strahlenschutzkommission Rolf Michel und dem damaligen Vorsitzenden Wolfgang-Ulrich Müller mit dem Bundesverdienstkreuz am Bande ausgezeichnet.

## Publikationen (Auswahl)
- mit O. Kuss und J. Börgermann: Propensity score: an alternative method of analyzing treatmetn effects – part 23 of a series on evaluation of scientific publications. In: Deutsches Ärzteblatt Int. Band 113, 2016, S. 597–603.